# نهر دهوك
نهر دهوك (بالكردي: روباري دهوك) هو نهر ينبع من شمال مدينة دهوك ويمر من منتصفها، زرعت بساتين وأشجار مثمرة على جانبي النهر.